# Thanatus hongkong
Thanatus hongkong es una especie de araña cangrejo del género Thanatus, familia Philodromidae. Fue descrita científicamente por Song, Zhu & Wu en 1997.

## Distribución
Esta especie se encuentra en China.